# Кузнечевицы
Кузнечевицы — деревня в Окуловском муниципальном районе Новгородской области, относится к Кулотинскому городскому поселению.

## География
Деревня Кузнечевицы расположена в 4 км к западу от посёлка Кулотино, на автомобильной дороге в деревню Горушка. Расстояние до города Окуловка — 7 км на юг.

## Население
| 2010 |
| ---- |
| 4    |

## История
В XV—XVII веках деревня относилась к Полищском погосту Деревской пятины Новгородской земли.
В 1460—1470-х, на закате Новгородской республики, деревней владел Фома Брехов Дериглазов; в 1480-х — великий князь Иван III; а в 1495 — Иван Иванович Ивков. В Кузневицах находилась центральная усадьба.
Отмечена на карте Крестецкого уезда 1788(лист 65), специальной карте 1826—1840 годов.
В 1776—1792, 1802—1918 деревня Кузневицы находилась в Крестецком уезде Новгородской губернии. С начала XIX века — в образованной Заозерской волости Крестецкого уезда с центром в деревне Заозерье.
В 1908 в деревне Кузнечевицы было 41 двор и 67 домов с населением 221 человек. Имелась часовня.
Деревня Кузневицы относилась к Полищенскому сельсовету.

## Транспорт
Ближайшая ж/д станция расположена в городе Окуловка.